# Arieh Gamliel
Pour les articles homonymes, voir Gamaliel.
Arieh Gamliel (en hébreu : אריה גמליאל) est un homme politique israélien né le 11 mars 1951 à Beer-Sheva et mort le 6 août 2021 à Sdérot. Membre du parti Shas, il est député à la Knesset de 1988 à 2003.

## Biographie
Arieh Gamliel fréquente une école religieuse et une université talmudique, puis devient directeur d'un établissement talmudique.
Arieh Gamliel est élu à la Knesset sur la liste du Shas en 1988. Après sa réélection en 1992, il est nommé vice-ministre du Logement et de la Construction (en) sous le gouvernement de Yitzhak Rabin mais démissionne de cette fonction le 9 septembre 1993.
Il conserve son siège aux élections de 1996, puis est nommé vice-ministre des Affaires religieuses (en). Il travaille à ce poste jusqu'aux élections législatives de 1999, hormis deux interruptions en août 1997 puis en janvier-février 1998. Il est réélu député lors des élections de 1999 (où il est placé en deuxième position sur la liste du Shas après Aryeh Deri) mais perd son siège aux élections de 2003.

### Vie personnelle
Aryeh Gamliel est membre de la famille de la députée du Likoud Gila Gamliel.
Il parle entre autres l'arabe judéo-yéménite (en).
Il est membre du directorat du réseau éducatif HaTayachim et rédige plusieurs articles sur la Loi juive.